# Luuk van Middelaar

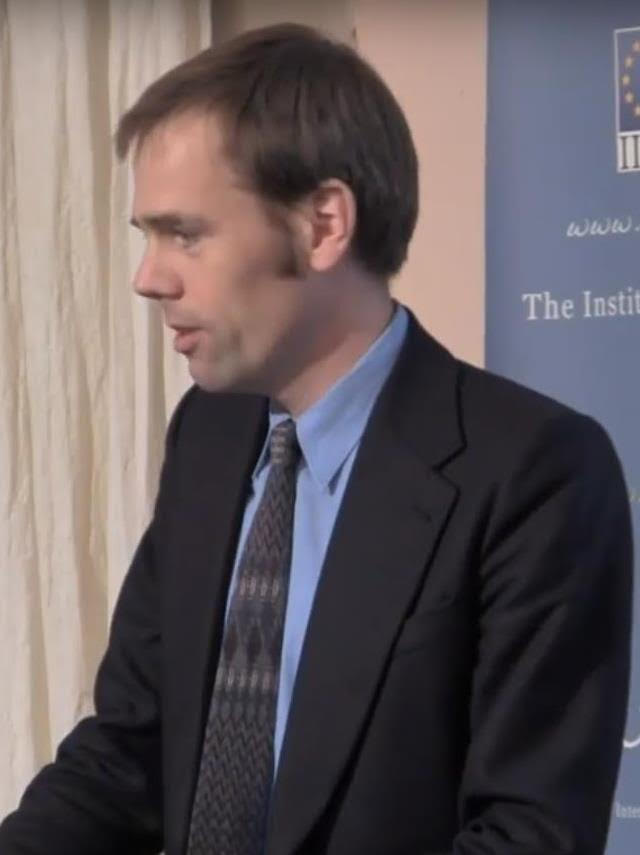
Luuk van Middelaar (2014)

Luuk Johannes van Middelaar (* 9. Mai 1973 in Eindhoven) ist ein niederländischer Historiker und politischer Philosoph. Von Dezember 2009 bis 2014 war er Mitglied im Kabinett des Belgiers Herman van Rompuy, des ersten Präsidenten des Europäischen Rates. Dessen Rede zur Verleihung des Friedensnobelpreises an die Europäische Union 2012 hat er inspiriert. Bekannt geworden ist er durch sein Buch Vom Kontinent zur Union – Gegenwart und Geschichte des vereinten Europa.

## Leben
Van Middelaar studierte Geschichte und Philosophie an der Universität Groningen und am Centre Raymond Aron der École des Hautes Études en Sciences Sociale in Paris. Mit der Masterarbeit Politicide. De Moord op de Politiek in de Franse filosofie (Politizid. Der Mord an der Politik in der französischen Philosophie, 1999) gewann er den „Prix de Paris“; darin erkennt er in dem russischen Emigranten Alexandre Kojève, der nach 1930 in Paris über Hegels Phänomenologie Vorlesungen hielt, eine prägende Schaltstelle für die Vorlesungshörer, darunter Maurice Merleau-Ponty, Jean-Paul Sartre, Raymond Aron, Georges Bataille, Jacques Lacan, Raymond Queneau und André Breton. Seine Analyse der älteren Generation 'marxistischer Existenzialisten' rund um Sartre und der jüngeren 'Neonietzscheaner' um 1960 von Foucault bis Deleuze führt weiter über die 'Neokantianer' ('Rückfall in falsche zeitlose Wahrheiten') Lyotard und Luc Ferry zu den sogenannten Neuen Philosophen wie Bernard-Henri Lévy bis ins Jahr 1989, wobei er konträr die pragmatische Politik des Alltags belobigt, gegen den von der Philosophie ausgehenden radikalen Spagat zwischen Terror und Utopie den homo politicus verteidigt zu haben. Positive Muster liefern für ihn außer Machiavelli Hannah Arendt und besonders Claude Lefort.
2010 wurde er für De passage naar Europa. Geschiedenis van een begin als das beste niederländischsprachige philosophische Buch des Vorjahres mit dem Socratesbeker ausgezeichnet.
Für eine Zeit wurde van Middelaar Berater und Redenschreiber bei Frits Bolkestein (2002–2004) und Jozias van Aartsen (2004–2006). 2009 erhielt er den Ph.D. von der Universität Amsterdam. 2012 erhielt er den Preis des Europäischen Buches und im gleichen Jahr den „Prix Louis Marin“ der Académie des sciences morales et politiques für The Passage to Europe. Seit 2015 hat er wöchentlich eine politische Kolumne im NRC Handelsblad. 2015 wurde er zum Professor of Foundations and Practice of the European Union and its Institutions an der Universität Leiden ernannt. Auch hat er den Lehrstuhl „Europäische Werte“ an der Université catholique de Louvain in Belgien inne. Seit 2018 ist er Mitglied im niederländischen Adviesraad Internationale Vraagstukken, der das Außenministerium berät.

## Schriften
- Politicide: De moord op de politiek in de Franse filosofie (Politicide. The Murder of Politics in the French Philosophy), Amsterdam 1999. (neu 2011, ISBN 978-90-6554-220-5)
- De passage naar Europa. Geschiedenis van een begin. Historische uitgeverij, Groningen 2009. Übersetzt in mehr als 10 Sprachen.
  - Le passage à l’Europe. Histoire d’un commencement. Paris: Gallimard 2012
  - The Passage to Europe. How a Continent Became a Union. London and New Haven: Yale University Press 2013. Revised edition (including a ‘Commentary’ section) with a new preface.
  - Vom Kontinent zur Union – Gegenwart und Geschichte des vereinten Europa. Berlin: Suhrkamp 2016. ISBN 978-3-518-42568-8
- mit Philippe Van Parijs (Hg.): After the Storm. How to Save Democracy in Europe mit u. a. Amartya Sen, Pierre Manent, Jürgen Habermas, Ivan Krastev, David Miller, Pierre Rosanvallon and Larry Siedentop. Tielt: Lannoo 2015. ISBN 978-94-014-2800-2
- De nieuwe politiek van Europa, Historische Uitgeverij, Groningen 2017, ISBN 978-90-6554-246-5
- Alarums and Excursions. Improvising Politics on the European stage, 2019, ISBN 978-1-78821-172-7.
- Das europäische Pandämonium. Was die Pandemie über den Zustand der EU enthüllt, Suhrkamp, Berlin 2021, ISBN 978-3-518-12763-6.

## Einzelbelege
1. ↑  Peter Riesbeck: Haltet mal die Luft an. bpb, abgerufen am 29. Oktober 2019.
2. ↑  Zusammenfassung der Buchrückseite: Politicide
3. ↑  Frederik Janssens: Politiek. Pragmatisme geherwaardeerd! Rezension. (PDF) 2000, abgerufen am 15. März 2022 (niederländisch).
4. ↑  Luuk van Middelaar — Biography. In: luukvanmiddelaar.eu. Abgerufen am 19. Februar 2019 (englisch).

| Personendaten    | Personendaten                                         |
| ---------------- | ----------------------------------------------------- |
| NAME             | Middelaar, Luuk van                                   |
| ALTERNATIVNAMEN  | Van Middelaar, Luuk                                   |
| KURZBESCHREIBUNG | niederländischer Historiker und politischer Philosoph |
| GEBURTSDATUM     | 9. Mai 1973                                           |
| GEBURTSORT       | Eindhoven                                             |